# Chirurdzy (seria 5)
Piąty sezon serialu medycznego stacji ABC Grey’s Anatomy: Chirurdzy. Premiera w Stanach Zjednoczonych miała miejsce 25 września 2008. Sezon wyprodukowany przez ABC Studios we współpracy z Shondaland oraz The Mark Gordon Company. T.R. Knight odchodzi w finale sezonu.

## Dream a Little Dream of Me, Part 1
- Premiera (USA): 25 września 2008
- Reżyseria: Rob Corn
- Scenariusz: Shonda Rhimes
- Gościnnie wystąpili: Bernadette Peters (Sarabeth), Cliff DeYoung (Phil), Kathy Baker (Anna), Kevin McKidd (Owen Hunt), Lauren Stamile (Rose), Mariette Hartley (Betty), John Getz (Michael)
- Oficjalny polski tytuł: „Śnij o mnie” (cz. 1).

### Streszczenie
Szpital Seattle Grace spada w rankingu na 12. miejsce. Richard postanawia zmienić panujące zasady. Derek za namową Meredith przeprowadza się do jej domu. Cristina wychodząc ze szpitala upada na śliski lód tuż przy drzwiach. W brzuch wbija jej się spadający z dachu ogromny sopel lodu. Wyjmuje go przystojny wojskowy lekarz Hunt, który przywozi do szpitala pacjenta po wypadku samochodowym. Meredith prosi Cristinę o wsparcie.

### Muzyka
- Black Tables – Other Lives
- Youthless – Beck
- Wins – Jade McNelis
- Jungle Drum – Emiliana Torrini
- Mistaken Identity – Steve Reynolds
- Skinny Love – Bon Iver
- Never Bloom Again – The Perishers
- And Then You – Greg Laswell
- Crazy Ever After – The Rescues
- White Horse – Taylor Swift
- Another Door Closes – Jon

## Dream a Little Dream of Me, Part 2
- Premiera (USA): 25 września 2008
- Reżyseria: Rob Corn
- Scenariusz: Shonda Rhimes
- Gościnnie wystąpili: Bernadette Peters (Sarabeth), Cliff DeYoung (Phil), Kathy Baker (Anna), Kevin McKidd (Owen Hunt), Lauren Stamile (Rose), Mariette Hartley (Betty), John Getz (Michael)
- Oficjalny polski tytuł: „Śnij o mnie” (cz. 2).

## Here Comes the Flood
- Premiera (USA): 9 października 2008
- Reżyseria: Michael Pressman
- Scenariusz: Krista Vernoff
- Gościnnie wystąpili: Amy Madigan (dr Wyatt), Daniel J. Travanti (Barry), Jim Ortlieb (Jack), Samantha Quan (Shelly), Suzy Nakamura (Jenn)
- Oficjalny polski tytuł: „Potop”

### Streszczenie
W wyniku awarii instalacji wodno-kanalizacyjnej w Seattle Grace dochodzi do powodzi. Webber próbuje wprowadzić nowe metody nauczania. George ponownie podchodzi do egzaminu kończącego staż. Derek oczekuje, że współlokatorzy Meredith wyprowadzą się z jej domu. Alex nadal kocha Izzie, ale nie chce się do tego przyznać. Cristina i Callie znajdują nowe mieszkanie i wyprowadzają się ze starego mieszkania Burke’a. Callie i Erica Hahn są teraz parą, lecz jak na razie wie o tym tylko Mark.

### Muzyka
- Cares At The Door – Sia
- Ha Ha – Emiliana Torrini
- LOL – Little Jackie
- Pitterpat – Erin McCarley
- Say Aha – Santogold

## Brave New World
- Premiera (USA): 16 października 2008
- Reżyseria: Eric Stoltz
- Scenariusz: Debora Cahn
- Gościnnie wystąpili: Steven W. Bailey (Joe), Amy Aquino (Marianne), Bre Blair (Lauren), John Sloan (David), Kathleen Early (dr Daisy Pepman), Larry Brandenburg (Arnie), Max Burkholder (Duncan)
- Oficjalny polski tytuł: „Nowy świat”

### Streszczenie
Meredith jest zła na Dereka za szperanie w rzeczach jej matki. Callie wyznaje Bailey, co czuje do Hahn. Miranda jest wyraźnie zaskoczona. Alex kradnie pacjenta Izzie, ale ta odzyskuje go dzięki swojej charyzmie. George zdaje egzamin – przestaje być stażystą. Callie idzie na randkę z Hahn.

### Muzyka
- Altogether Now – Patrick & Eugene
- My Love – The Bird & The Bee
- Big Jumps – Emiliana Torrini
- Done With You – The Whitest Boy Alive
- One Of Those Days – Joshua Radin
- Ain’t Gonna Lose You – Brett Dennen
- Love to Me – Bernadette Moley
- My Heart With You – The Rescues

## There’s No ‘I’ in Team
- Premiera (USA): 23 października 2008
- Reżyseria: Randy Zisk
- Scenariusz: Jenna Bans
- Gościnnie wystąpili: Kevin McKidd (Owen Hunt), Carl Lumbly (Kurt), Colleen Flynn (Nancy), George Newbern (Stan), Saige Thompson (Lindsay), Steven W. Bailey (Joe), Leslie Odom Jr. (PJ)
- Oficjalny polski tytuł: „Praca zespołowa”

### Streszczenie
W czasopiśmie medycznym zostaje opublikowana metoda usuwania guza mózgu stworzona przez Dereka. Meredith jest zła, bo pracowała razem z Derekiem, a nie została wymieniona w artykule. Lexie jest zawiedziona zachowaniem George’a, który nie wybrał jej jako swojej stażystki. W szpitalu przeprowadzany jest przeszczep domino – sześciu dawców, sześciu biorców, razem 12 operacji. Rezydenci muszą pracować razem, gdyż operacje są wykonywane jednocześnie. Derek w ramach przeprosin daje Meredith nerkę w słoiku. Nowi stażyści George’a traktują go jak kolegę. Izzy przyznaje się Alexowi, że się o niego martwi i jednocześnie wie, że on podziela jej uczucie. Cristina przez przypadek dowiaduje się w barze, że wojskowy lekarz Owen Hunt będzie pracował w Seattle Grace Hospital.

### Muzyka
- Love Save The Empty – Erin McCarley
- Ordinary Day – Emilie Mover
- These Quiet Times – Shady Bard
- Comes And Goes (In Waves) – Greg Laswell
- Hiding My Heart – Brandi Carlile
- Live Like You’re Dying – Lenka

## Life During Wartime
- Premiera (USA): 30 października 2008
- Reżyseria: Jim Frawley
- Scenariusz: Mark Wilding
- Gościnnie wystąpili: Kevin McKidd (Owen Hunt), Scott Haven (Randy), Brandon Scott (Ryan), Adair Tishler (Tori Begler), Lauri Johnson (Ruth)
- Oficjalny polski tytuł: „Życie w czasach wojny”

### Streszczenie
Callie nie potrafi wybrać pomiędzy Sloanem a Hahn. Izzie i Alex znowu są parą, lecz on nie potrafi mówić o uczuciach. Do szpitala przybywa nowy szef urazówki. Jest nim Owen Hunt – wojskowy lekarz. Daje on zadanie rezydentom – uratowanie sześciu świń, którym zadał wcześnie rany. Bailey wraz z zespołem przeprowadzają skomplikowaną operację usunięcia guza małej dziewczynce. Callie mówi Hahn, że spala ze Sloanem. Meredith rozpakowuje razem z Derekiem pudła z rzeczami po swojej mamie. Znajduje kilka jej pamiętników. Cristina przyznaje się Meredith, że całowała się z Owenem.

### Muzyka
- Walcott – Vampire Weekend
- Days Go On – Greg Laswell
- From The Valley To The Stars – El Perro Del Mar
- Prelude – Raining Jane

## Rise Up
- Premiera (USA): 6 listopada 2008
- Reżyseria: Joanna Kerns
- Scenariusz: William Harper
- Gościnnie wystąpili: Kevin McKidd (Owen Hunt), Jeffrey Dean Morgan (Denny Duquette), Bonnie Bartlett (Rosie Bullard), Gloria Garayua (stażystka Graciella), Mark Saul (stażysta Steve), Avery Clyde (Elyse), Fidel Gomez (Morgue Attendant), Gordon James (technik), Shi Ne Nielson (sanitariusz)
- Oficjalny polski tytuł: „Uniesienie”

### Streszczenie
Do szpitala trafia pacjent Mike, któremu Izzie „ukradła” serce do przeszczepu dla Denny’ego. Erica dowiaduje się o całej historii przeszczepu serca. Chce zgłosić tę sprawę do komisji etyki lekarskiej. Po szybkiej wymianie zdań z Callie, opuszcza szpital. Szef ogłasza konkurs na wykonanie samodzielnej operacji przez rezydentów. Derek nie może znieść, że Cristina rozmawia po nocach z Meredith. Próbując temu zapobiec, namawia Sloana, aby przespał się z Cristiną. Izzie widzi Denny’ego. Zaczyna podejrzewać, że coś z nią jest nie tak. Yang opowiada Owenowi, jak zginął jej ojciec.

### Muzyka
- I Want That – Psapp
- Good Times – Brazilian Girls
- Torch Song – Shady Bard
- Gotta Figure This Out – Erin McCarley

## These Ties That Bind
- Premiera (USA): 13 listopada 2008
- Reżyseria: Eric Stoltz
- Scenariusz: Stacy Mckee
- Gościnnie wystąpili: Kevin McKidd (Owen Hunt), Mary McDonnell (Virginia Dixon), Melissa George (stażystka Sadie), August Schellenberg (Clay Bedonie), Ed Lauter (bezdomny Garbage Truck), Jeffrey Dean Morgan (Denny Duquette)
- Oficjalny polski tytuł: „Nierozerwalne więzi”

### Streszczenie
Do szpitala na staż przybywa koleżanka Meredith – Sadie. Izzie nie potrafi pogodzić się ze śmiercią Denny’ego, jego duch nie daje jej spokoju. Stażyści nadal ćwiczą na sobie zakładanie szwów. Callie nie potrafi się pozbierać po odejściu Hahn. Do szpitala, aby operować chorego pacjenta przyjeżdża dr Dixon, kardiochirurg, która cierpi na zespół Aspergera. Owen kolejny raz całuje Cristinę. Izzie pali sweter Denny’ego w nadziei, że jego duch zniknie. Po powrocie do pokoju Denny nadal przy niej jest. Alex się niepokoi. Widzi, ze z Izzie jest coś nie tak i stara się jej pomóc.

### Muzyka
- The Uniform – The Flying Tourbillon Orchestra
- Ah, Ah, Ah – The Coral Sea
- It’s A Funny Thing – Jets Overhead
- Falling For You – Seabird
- Trouble Is A Friend – Lenka

## In The Midnight Hour
- Premiera (USA): 20 listopada 2008
- Reżyseria: Tom Verica
- Scenariusz: Tony Phelan, Joan Rater
- Gościnnie wystąpili: Kevin McKidd (Owen Hunt), John Allen Nelson (Arthur), Melissa George (stażystka Sadie), Joshua Malina (Seth), Leslie Grossman (Lauren), Jeffrey Dean Morgan (Denny Duquette), Madeline Carroll (Ivy), Brandon Scott (stażysta Ryan), Gloria Garayua (stażystka Graciella), Joseph Williamson (stażysta Pierce), Mark Saul (stażysta Steve), Molly Kidder (stażystka Megan), Winston Story (stażysta Leo), Jody Sclavos (pielęgniarka pogotowia), Nicole Cummins (sanitariuszka Nicole)
- Oficjalny polski tytuł: „W środku nocy”

### Streszczenie
Meredith, Cristina i Bailey przychodzą na ratunek Lexie i Sadie, kiedy zwykła, rutynowa operacja idzie nie po ich myśli. Owen i Derek leczą mężczyznę, który został poważnie ranny podczas lunatykowania. Mark dodaje otuchy jego córce. Stażyści wykonują operację wycięcia wyrostka nowej stażystce Sadie, ale występują komplikacje. O całym zajściu dowiadują się rezydenci. Pacjent niechcący uderza Callie i łamie jej nos. George dowiaduje się, że Lexie się w nim zakochała.

### Muzyka
- An Ocean and a Rock – Lisa Hannigan
- Boys with Girlfriends – Meiko
- Quiet Times Lyrics – Dido
- No Time to Sleep – Tina Dico
- Ordinary Girl – Waz

## All By Myself
- Premiera (USA): 4 grudnia 2008
- Reżyseria: Arlene Sanford
- Scenariusz: Peter Nowalk
- Gościnnie wystąpili: Kevin McKidd (Owen Hunt), Melissa George (stażystka Sadie), Mary McDonnell (Virginia Dixon), Jeffrey Dean Morgan (Denny Duquette)
- Oficjalny polski tytuł: „Na własną rękę”

### Streszczenie
Richard dokonuje wyboru rezydenta, który ma przeprowadzić pierwszą samodzielną operację – amputację poniżej kolana. Cristina zostaje wytypowana, ale w związku z aferą dotyczącą jej stażystów, jest wykluczona. Ma ona sama wybrać osobę, która przeprowadzi operacje. Wybiera Alexa, któremu asystuje Izzy.
Do szpitala trafiają dwie siostry, które spowodowały wypadek samochodem ich ojca. Emma ma złamaną nogę, natomiast jest siostra Holly ma krwiaka mózgu. Podczas operacji nie daje się jej uratować, ale jej narządy nadają się do przeszczepu. Dr Dixon mało delikatnie pyta rodzinę o zgodę na pobranie organów Holly do transplantacji.
Pacjentką Sloana jest Kathlen, której z powodu raka usunięto krtań. Mark wykonuje rekonstrukcję krtani, aby jego pacjentka mogła znowu mówić.
Alex wyznaje Izzie, że ją kocha. Sloan łamie złożoną Derekowi obietnicę, że nie pójdzie do łóżka z Lexie.

### Muzyka
- They Said I Said – Sugarush Beat
- Winter Birds – Ray LaMontagne
- Secret – Max Morgan
- Street Lights – Kanye West

## Wish You Were Here
- Premiera (USA): 8 stycznia 2009
- Reżyseria: Rob Corn
- Scenariusz: Debora Cahn
- Gościnnie wystąpili: Jeffrey Dean Morgan (Denny), Eric Stoltz (William), Jessica Capshaw (dr Arizona Robbins), Kevin McKidd (Owen), Melissa George (Sadie), Robin Pearson Rose (Patricia), Samantha Mathis (Melinda, matka Jacksona), Steven W. Bailey (Joe), Perrey Reeves (Margaret), Aaron Refrem (Jackson)
- Oficjalny polski tytuł: „Zagubione dusze”

### Streszczenie
Cristina nie rozmawia z Meredith. Izzie wyznaje Alexowi, że widzi ducha Denny’ego. Karev przygotowuje dla Izzie tort z okazji jej urodzin. Derek opowiada Meredith, jak jego ojciec został zamordowany
Do szpitala trafia więzień William Dunn. Mężczyzna znajduje się w celi śmierci, ponieważ podciął gardło 5 kobietom. Po przeprowadzeniu badań chirurdzy w jego kręgosłupie znajdują szczoteczkę do zębów.
Pacjentką George’a jest kobieta, której kości często ulegają złamaniom. Po badaniach okazuje się, że powodem jest guzek, który pochłania jej wapń z organizmu.
Mały chłopiec Jackson, pacjent Mirandy, zostaje poddany kolejnej operacji wycięcia części jelita. Dr Kenley podczas rozmowy z chłopcem dostaje ataku serca. Niestety nie daje się go uratować. Nowym lekarzem Jacksona zostaje Arizona Robbins, chirurg pediatra. Podczas operacji chłopca okazuje się, że będzie potrzebny także przeszczep wątroby.

### Muzyka
- Am I Still The One – Daniel Powter
- You Don’t Know Me – Ben Folds
- Ah Ah Ah – The Coral Sea
- The Day Before The Day – Dido
- Lights Out – Santogold
- Home – Tandy

## Sympathy for the Devil
- Premiera (USA): 15 stycznia 2009
- Reżyseria: Jeannot Swarc
- Scenariusz: Jenna Bans
- Scenariusz: Debora Cahn
- Gościnnie wystąpili: Eric Stoltz (William Dunn), Jessica Capshaw (dr Arizona Robbins), Kevin McKidd (Owen), Melissa George (Sadie), Samantha Mathis (Melinda – matka Jacksona), Aaron Refrem (Jackson), Ernie Grunwald (Gary), Jason Kravits (Chuck), Tyne Daly (Carolyn – matka Dereka), Jeffrey Dean Morgan (Denny)
- Oficjalny polski tytuł: „Ciemna strona duszy”

### Streszczenie
Do Seattle przyjeżdża matka Dereka, Carolyn. Meredith jest podenerwowana jej wizytą. Arizona i Alex pobierają narządy dla chłopca. Jackson, pacjent Mirandy, dostaje nową wątrobę i jelita. Podczas transplantacji nowe organy zaczynają obumierać.
Dunn, więzień z celi śmierci, nie chce się zgodzić na operację. Wbrew jego woli zostaje ona przeprowadzona, gdyż nastąpiła opuchlizna mózgu. Wyciętą część czaszki Williama lekarze zaszywają w podbrzuszu, aby zachować szpik kostny. Dunn chce oddać swoje organy Jacksonowi.
Carolyn daje Derekowi pierścionek zaręczynowy dla Meredith. Lexie mieszka na poddaszu u swojej siostry. Mark dalej się z nią spotyka, ale stara się ukrywać ten fakt przed Shepherdem. Sloan wyznaje matce Sheparda, że spotyka się z Lexie.
Pacjentem Callie jest mężczyzna, który poddał się drastycznej operacji przedłużania nóg w Hongkongu.
Hunt umawia się na randkę z Cristiną, ale spóźnia się i przychodzi nietrzeźwy. Alex proponuje Izzie wspólny wyjazd. Derek nie potrafi być obiektywny w stosunku do Dunna.

### Muzyka
- Take Away The Words – Signature Sounds
- All The Same To Me – Anya Marina
- What A Pity – Right Away, Great Captain
- Last Days Of Your Life – Glass Pear
- The Acrobat – Jonathan Rice

## Stairway to Heaven
- Premiera (USA): 22 stycznia 2009
- Reżyseria: Allison Liddi
- Scenariusz: Mark Wilding
- Gościnnie wystąpili: Eric Stoltz (William Dunn), Jessica Capshaw (dr Arizona Robbins), Kevin McKidd (Owen), Melissa George (Sadie), Ernie Grunwald (Gary), Jason Kravits (Chuck), Samantha Mathis (Melinda), Jeffrey Dean Morgan (Denny)
- Oficjalny polski tytuł: „Schody do nieba”

### Streszczenie
Bailey staje się coraz bardziej zdesperowana, gdy stan pacjenta osiąga poziom krytyczny. Wszyscy w szpitalu starają się znaleźć nowego dawcę organów dla chorego chłopca. Meredith rozważa wolę pacjenta z celi śmierci, który chce umrzeć przed egzekucją. W międzyczasie Mark zostaje ranny i trafia na salę operacyjną. Cristina unika Owena.
Więzień Willam prowadzi z Meredith małą gierkę. Dunn nie chce, aby wzywała ona Dereka choć jego stan się pogarsza. Kiedy Cristina przychodzi do Dunna mówi jej, że nie chce umierać. Shepherdowi przy operacji więźnia asystuje Cristina. Miranda jest zdesperowana. Prosi Dereka, aby nie operował Williama, bo i tak umrze za 5 dni w celi śmierci. Shepherd przeprowadza operacje Dunna.
Derekowi zależy na zdaniu Cristiny. Pokazuje jej pierścionek zaręczynowy dla Meredith. Izzie ma dość swoich wizji Denniego, który cały czas nie daje jej spokoju. Stevens już wie, że pojawienie się ducha jest dla niej wiadomością o chorobie. Owen przeprasza Cristinę za nieudaną randkę. Prosi ją o kolejną szansę.
Meredith idzie na egzekucję Williama. Po niej nie potrafi przestać płakać. Derek prosi Cristinę, aby z nią porozmawiała.
Niespodziewanie znajduje się dawca narządów dla chłopca.

### Muzyka
- Birds – Emiliana Torrini
- Blindsided – Bon Iver
- Drifting Further Away – Powderfinger

## Beat Your Heart Out
- Premiera (USA): 5 lutego 2009
- Reżyseria: Julie Anne Robinson
- Scenariusz: William Harper
- Gościnnie wystąpili: Jessica Capshaw (dr Arizona Robbins), Melissa George (Sadie), Jennifer Westfeldt (Jen), Ben Shenkman (Rob), Peter Mackenzie (Warren), Laura Allen (Beth), Brandon Scott (Ryan), Mary McDonnell (Dixon)
- Oficjalny polski tytuł: „Prosto z serca”

### Streszczenie
Miranda zostaje awansowana na asystenta chirurgii ogólnej. Cristina i Bailey pracują razem z Dixon przy 9-letniej Stacy Pollock. Dziewczynka ma zespół Eisenmengera, czyli przerost komory serca. W czasie operacji Stacy okazuje się, że jej serce ma pełno blizn. Potrzebuje ona nowego serca. Arizona i Dixon stwierdzają, że Miranda ma bardzo dobre predyspozycje do chirurgii dziecięcej.
Lexie stawia ultimatum Sloanowi: powie o ich związku Derekowi i Meredith albo zrywają ze sobą Dziewczyna ma dość tajemnic.
Do szpitala zostaje przywieziony Rob, który został potrącony przez swoją żonę Jen. Ma on przemieszczenie barku i złamanie. Podczas jego operacji występują komplikacje. Lexie nie mówi o nich jego żonie. Ciężarna Jen ma atak. Lekarze diagnozują u niej tętniaka mózgu, który jest powodem zawrotów głowy i problemów z pamięcią.
Callie postanawia żyć jak singielka. W łazience u Joego całuje ją Arizona Robbins.
Meredith daje do przeczytania Cristinie pamiętnik Ellis, w którym znajduje się zapis o romansie matki z Richardem.
Cristina prowadzi z Owenem subtelny flirt. Niespodziewanie w szpitalu pojawia się była dziewczyna Hunta, który wpada w panikę i nie wie, co robić. Cristina pomaga się mu uspokoić.
Stażyści zostają przydzieleni do przychodni. Izzie każe Sadie przeprowadzić wszystkie badania na sobie pod pretekstem nauki. Badania wykazują, że ma anemię.
Derek chce się oświadczyć Meredith. Nie wie, jak ma to zrobić. Z pomocą Sloana dekoruje sypialnię Meredith kwiatami, świecami i dużym, pluszowym misiem. Wszystko jest gotowe, kiedy dzwoni Addison z prośbą o pomoc. Grey wraca do domu. Znajduje w sypialni pod poduszką jedynie płatek róży.

### Muzyka
- Stuck It To You – Nikka Costa
- Transmission – Panda Transport
- These Streets – Trolle Siebenhaar
- Re: Stacks – Bon Iver
- Halo – Kate Havnevik
- Never Want To Say It’s Love – Dido

## Before and After
- Premiera (USA): 12 lutego 2009
- Reżyseria: Dan Attias
- Scenariusz: Tony Phelan, Joan Rater
- Gościnnie wystąpili: Kate Walsh (Addison), Audra McDonald (Naomi), Taye Diggs (Sam), Grant Show (Archer), Jennifer Westfeldt (Jen), Ben Shenkman (Rob), Laura Allen (Beth), Sam Anderson (Michael), Steven W. Bailey (Joe), Brandon Scott (Ryan), Melissa George (Sadie).
- Oficjalny polski tytuł: „Przed i po”

### Streszczenie
Addison, Naomi i Sam przyjeżdżają do Seattle. Archer ma osiem torbieli pasożytów w mózgu; rozerwanie jednej z nich oznacza śmierć. Derek podejmuje skomplikowaną operację, która kończy się sukcesem.
Pacjentem Webbera i Cristiny jest Michael, który ma raka jelita grubego. Okazuje się on ojcem byłej dziewczyny Owena, Beth. Nie wie ona ani o tym, że Hunt wrócił z Iraku, ani o chorobie swojego ojca. Owen wyznaje Cristinie prawdę o swojej byłej dziewczynie.
Jen nalega na jak najszybszą operację. Z powodu Archera jej operacja zostaje przesunięta na następny dzień. Jen prosi Dereka, aby ją dzisiaj przeprowadził.
Izzie organizuje dla stażystów konkurs, w którym nagrodą jest asysta przy operacji Dereka. Sadie ma problemy w czasie konkursu. Wygrywa Lexie, która asystuje przy kraniotomii Jen. George oferuje pomoc Sadie, która nie potrafi zdiagnozować najprostszych przypadków. Zmusza on ją, aby sama powiedziała szefowi o oszukaniu całego programu medycznego. Po rozmowie z Webberem Sadie ogłasza swoje odejście ze szpitala.
Addison o mały włos nie mówi Derekowi o Marku, który spotyka się z Lexie. Po udanej operacji Archera, Naomi, Sloan, Derek, Sam i Addison idą świętować do baru Joego. Śpiewają razem piosenkę miłosną, która Derek napisał dla Addison.
Derek zostaje wezwany do Jen, która po operacji ma problem z oddychaniem.

### Muzyka
- Emily – Keri Noble
- Gather To The Chapel – Liam Finn
- Roll It Gal – Alison Hinds
- Winter Song – Sara Bareilles & Ingrid Michaelson

## An Honest Mistake
- Premiera (USA): 19 lutego 2009
- Reżyseria: Randy Zisk
- Scenariusz: Peter Nowalk
- Gościnnie wystąpili: Faye Dunaway (dr. Campbell), Kate Walsh (dr Addison Montgomery)
- Oficjalny polski tytuł: „Pomyłka w dobrej wierze”

### Streszczenie
Addison zostaje na dłużej w Seattle, aby pomóc Derekowi przy ciężarnej pacjentce. Jen ma miniudary mózgu, co powoduje kłopoty z mówieniem. Potrzebna jest kolejna operacja wszczepienia bypassu naczyniowego. Ryan prosi chirurgów, aby w razie dokonywania wyboru ratowali jego żonę, a nie dziecko. Derek wycina podczas operacji dużą część mózgu Jen. Addison nalega, aby przestał dalej ją operować bo i tak jej nie uratuje. Chce ona zrobić cesarskie cięcie, ale Derek jej zabrania. Alex idzie po szefa, który pozwala Addison na cesarskie cięcie. Alex, Addison, Meredith i Derek przekazują Ryanowi, że jego żona zmarła. Shepherd przeprasza go, ale on nazywa Dereka mordercą.
Mark wybiera zły moment, aby powiedzieć Derekowi, że sypia z Lexie. Derek uderza Sloana i rozpoczyna się bójka między nimi. Lexie jest dumna z Marka, że powiedział o nich Shepherdowi.
Pacjent Callie, John, spadł z dużej wysokości. Ma on powikłania po usunięciu pęcherzyka żółciowego, co spowodowało jego upadek. Campbell, która go operowała, popełniła błąd w czasie operacji, wykonując ją starą metodą. Cristina zgłasza to zaniedbanie szefowi. Pacjent wymaga kolejnej operacji, którą znowu przeprowadza Campbell. Po rozmowie z Webberem przyznaje się ona do błędu i postanawia odejść na emeryturę
Do Izzie przychodzi kobieta, u której wcześniej Sadie zdiagnozowała raka. Po kolejnych badaniach okazało się, że ma ona jedynie anemię. Stevens domyśla się, że może ona ma raka węzłów chłonnych. Po obejrzeniu swojego ciała znajduje na plecach pieprzyka. Poddaje się badaniom dermatologicznym znamienia. Stevens daje kolejną szansę stażystom, którzy źle zdiagnozowali pacjenta. Prezentuje przypadek 29-letniej kobiety X, u której błędnie zdiagnozowali anemię.Tak naprawdę są to badania Izzie.
Miranda potrzebuje listu polecającego od szefa, aby mogła podjąć się specjalizacji na pediatrii. Webber pisze w liście, że jest jedynie dobra. Addison postanawia pomóc Mirandzie pisząc jej bardzo dobrą opinię. Webberowi nie podoba się, że Bailey chce zmienić specjalizację.
Callie zaprasza na randkę Arizonę, która odmawia, nazywając ją niemowlęciem. Spotykają się w barze u Joego, gdzie Torres rujnuje randkę Arizonie z jej dziewczyną.

### Muzyka
- Turn The Page – Matt Hires
- Error Error – Dash And Will
- Twice – Little Dragon
- Like A Ghost – Calahan
- The Planets Bend Between Us – Snow Patrol

## I Will Follow You Into The Dark
- Premiera (USA): 12 marca 2009
- Reżyseria: Rob Corn
- Scenariusz: Jenna Bans
- Gościnnie wystąpili: Jessica Capshaw (dr Arizona Robbins), Michael Rady (Mike Shelley), Wendy Hoopes (Tricia), Erin Cahill (Meg), Susane E. Lee (Beth), Brandon Scott (stażysta Ryan), Loretta Devine (Adele Webber)
- Oficjalny polski tytuł: „Pójdę za tobą w ciemności”

### Streszczenie
Derek jest załamany po stracie pacjentki. Od kilku dni przesiaduje na kanapie. Nie zamierza wracać do pracy. Spotyka się jedynie z prawnikami, gdyż mąż Jen, Ryan, pozywa szpital. Webber mówi Meredith, że Shepherd planował jej się oświadczyć. Grey odwiedza Dereka w przyczepie. Shepherd jest pijany i nie chce z nią rozmawiać. Meredith mówi mu, że wie o pierścionku zaręczynowym. Derek uderza pierścionek kijem bejsbolowym.
Arizona zaprasza na randkę Callie, która przyjmuje zaproszenie.
Owen rani Cristinę, przypadkowo popychając ją na stojak z przyborami medycznymi. Nie chce on, aby pracowała na urazówce z powodu rannej ręki.
Sloan nie może operować, gdyż ma spuchniętą rękę po bijatyce z Derekiem. Lexie prosi Marka, aby porozmawiał z Shepherdem. Mała Grey uważa, że jej związek ze Sloanem nie ma szans, ponieważ wciąż powoduje u Marka rany fizyczne. Mark mówi Lexie, że dzięki niej jest szczęśliwy.
Stażyści stawiają diagnozę pacjentce X – czerniak z przerzutami do wątroby, na skórę i do mózgu. Szansa na przeżycie tego wynosi 5% i kilka miesięcy życia. Izzie wyznaje prawdę o swojej chorobie Cristinie.
Pacjentami Mirandy jest troje rodzeństwa, które poddaje się badaniom genetycznym. Mają oni 75% szans na rozwinięcie się złośliwego raka żołądka. Tricia, najstarsza z rodzeństwa chce, aby lekarze usunęli jej żołądek. Podczas operacji okazuje się, że miała ona już kilka komórek rakowych. Na początku Megan nie chce resekcji żołądka, ale po operacji siostry postanawia się jej poddać. Michael nie zamierza poddawać się żadnej operacji
Szef jest nadal obrażony na Mirandę, która chcę zmienić specjalizację z chirurgii ogólnej na dziecięcą. Bailey ma dość ignorowania Webbera, dzwoni do Adele. Domaga się ona, aby Richard przeprosił Mirandę za swoje zachowanie.
Do szpitala zostaje przywieziona Beth, która miała atak wraz ze skurczami podczas marszu orkiestry. Dziewczyna była błędnie leczona na epilepsję. Karev stawia diagnozę Beth, która ma problemy z sercem. To one powodują jej ataki, a nie epilepsja. Hunt pozwala Alexowi w nagrodę za dobrą diagnozę wykonać zespolenie dystalne pomostu udowo-podkolanowego u Beth. Arizona chwali Alexa za dobrą diagnozę pacjentki.

### Muzyka
- Front Row – Metric
- Duet – Rachael Yamagata
- Treeology – Shady Bard
- A Storm Is Going To Come – Piers Faccini

## Stand By Me
- Premiera (USA): 19 marca 2009
- Reżyseria: Jessica Yu
- Scenariusz: Zoanne Clack
- Gościnnie wystąpili: Larry Sullivan (Dave), Emily Kuroda (Kendall), Brandon Scott (stażysta Ryan)
- Oficjalny polski tytuł: „Wzajemne wsparcie”

### Streszczenie
Cristina i Izzie ukrywają przed wszystkimi chorobę. Cristina zobowiązana, że niczego nie powie, nalega, by Izzie wzięła wolne i poszła na badania.
Do szpitala zostaje przywieziony pacjent, który praktycznie nie ma twarzy. Owen i Sloan mają mu przeprowadzić jej rekonstrukcję. Do pomocy zostaje przydzielona Izzie i mała Grey.
Meredith i George zajmują się pacjentami przed- i pooperacyjnymi oraz swoimi stażystami, którzy prowadzą ze sobą bójki i stają się zagrożeniem dla szpitala.
Bailey wysyła najpierw Callie, a potem Hunta i Webbera do Shepherda, ponieważ chce, aby wrócił do pracy. Jednak żadna z osób wysłanych do Dereka nie wracz. Okazuje się, że w czasie rozmów z Derekiem wszyscy się załamują.
Cristina dostaje prawo wykonania samodzielnej operacji – przepukliny u miłej staruszki. Gdy już ma wykonać pierwsze cięcie skalpelem, nie wytrzymuje i mówi Alexowi i Bailey o chorobie Izzie (rak skóry z przerzutami do mózgu).

### Muzyka
- Everywhere – Common ft. Martina
- A Mirror Without – Royal Wood
- Driveway – Great Northern

## Elevator Love Letter
- Premiera (USA): 26 marca 2009
- Reżyseria: Ed Ornelas
- Scenariusz: Stacy McKee
- Gościnnie wystąpili: Jessica Capshaw (dr Arizona Robbins), Kimberly Elise (dr Swender)
- Oficjalny polski tytuł: „Winda wyznań”

### Streszczenie
Owenowi śni się wojenny koszmar, podczas którego próbuje udusić Cristinę. Życie Yang ratuje Callie, która wchodzi do jej pokoju. Hunt nie jest świadomy, co próbował zrobić. Cristina i Hunt przeżywają wspólne miłosne uniesienie. Po nim Yang zrywa z Owenem, gdyż boi się zasnąć w jego obecności. Derek radzi Huntowi, aby poddał się leczeniu stresu pourazowego. On odmawia podjęcia terapii.
Callie wyznaje Arizonie, że życzyła każdego dnia Izzie śmierci. Teraz modli się w kaplicy, aby dało się ją uratować. George jest zdenerwowany, że na samym końcu dowiedział się o chorobie Stevens.
Onkolog dr Swender nadzoruje leczenie Izzie. Pierwszym etapem leczenia jest usunięcie guza mózgu. Derek boi się podjąć tej operacji, ale Meredith go wspiera. Webber radzi Izzie zamrożenie jajeczek, gdyż będzie miała kilka trudnych operacji oraz przejdzie radio- i chemioterapię. Szef namawia Alexa, aby oddał spermę do zapłodnienia jajeczek Izzie. Mają one większą szanse na przetrwanie. Derek przeprowadza operację Izzie, która kończy się powodzeniem. Miranda oznajmia Alexowi, Meredith, Yang i George, że są jedynie przyjaciółmi Izzie, a nie jej lekarzami.
Derek oświadcza się Meredith w windzie. Ona przyjmuje oświadczyny.
Pacjentką Marka jest Joice, która nie może umrzeć.

### Muzyka
- Little Pieces – Gomez
- The Weight Of Us – Sanders Bohlke
- That Home – The Cinematic Orchestra
- Rise Up – Ben Lee
- With The Notes In My Ears – Peter Broderick
- We Do What We Want To – O+S

## Sweet Surrender
- Premiera (USA): 23 kwietnia 2009
- Reżyseria: Tony Phelan
- Scenariusz: Sonay Washington
- Gościnnie wystąpili: Kimberly Elise (Swender), Jessica Capshaw (Arizona Robbins), Obba Babatunde (Gates), Jose Zuniga (Meloy), Elden Henson (Smithson), Hector Elizondo (ojciec Callie Torres), Amy Madigan (Wyatt).
- Oficjalny polski tytuł: „Całkowite oddanie”

### Streszczenie
Derek i Meredith przygotowują się do ślubu. Cristina wciąż unika swojego chłopaka, po tym jak dowiedziała się, że ma problemy. Izzie przygotowuje dla Meredith suknie ślubne, zamawia różne rzeczy na jej ślub, lecz gdy Meredith nie chce przyjść do Izzie, ta żartuje sobie z wszystkich udając iż coś jej się dzieje, w końcu Meredith przychodzi i przymierza suknie. Do szpitala trafiają dwaj mężczyźni po wypadku samochodowym. Lexie obawia się sześciogodzinnej operacji Dereka z Markiem i dlatego nie może przestać jeść, namawia Meredith by porozmawiała z nimi. Izzie nagle wymiotuje, później gdy zagląda do niej stażysta, który przy wyjściu z sali zrzuca jedną z sukni ślubnych. Izzie nie czuje się na siłach, lecz wstaje by podnieść suknię, ale po chwili mdleje. Zajmuje się nią Cristina, a Meredith przymierza suknie ślubne. Bailey zajmuje się małą dziewczynką, która nie ma szans na uratowanie. Wkrótce dziecko umiera.

### Muzyka
- Vagabonds And Clowns – Mostar Diving Club
- Sweetheart – Jont
- Summer Came When We Were Falling Out – Shady Bard
- Break Me Out – The Rescues

## No Good at Saying Sorry
- Premiera (USA): 30 kwietnia 2009
- Reżyseria: Tom Verica
- Scenariusz: Krista Vernoff
- Gościnnie wystąpili: Sharon Lawrence (Robbie), Jessica Capshaw (Arizona), Jeff Perry (Thatcher), Kellie Martin (Julie), Nina Siemaszko (Kate), Megan Henning (Willow).
- Oficjalny polski tytuł: „Jeszcze jedna szansa”

### Streszczenie
Izzie będzie miała kolejną operację pod warunkiem, że zmniejszą się przerzuty. Pacjentką Marka i Callie jest dziewczyna, która spadła z drzewa zepchnięta przez buldożer. Mieszkała na drzewie, ponieważ sprzeciwia się wycince pod budowę domów. Do szpitala przyjeżdża matka Izzie. Szef chce doprowadzić do pogodzenia Meredith, Lexie i ich ojca, który od 29 dni jest na odwyku. Meredith gratuluje ojcu i wychodzi, Lexie przytula go. Do szpitala trafia rodzina: matka z córka i wielokrotnie postrzelony ojciec, jak się okazuje ojciec bił matkę i córkę, a kilkuletnia dziewczynka strzeliła do niego. Operuje go Owen, George i Cristina, Owen wysyła Cristinę do samochodu po zieloną torbę, Cristina jest zła na Owena. Izze przechodzi kolejne badania i okazuje się, że część guzów zmniejszyła się, ale powstały też nowe. Matka dziewczynki chce, żeby córka przeprosiła ojca za to, że go postrzeliła, lecz Meredith nie pozwala na to twierdząc, że robi źle narażając córkę na taki los, że nie broni jej przed złym ojcem. Callie ma problem, bo rodzice nie odezwali się do niej jeszcze i zastanawia się co zrobić, Cristina doradza jej żeby powiedziała rodzicom, że zerwała z Arizoną. Szef nie chce, żeby Meredith wtrącała się do sprawy małej dziewczynki, zagraża nawet, że wyrzuci ją z pracy, przez co Meredith nie chce widzieć go na ślubie. W końcu matka podejmuje decyzję, że odejdzie od męża, o czym informuje go zaraz po operacji. Siostra dziewczyny z drzewa pozywa firmę odpowiedzialną za wypadek. Callie stwierdza, że rodzice powinni kochać ją taką jaka jest i nie będzie kłamać. Szef rozmawia z Meredith i wyjaśnia jej, że popełnił błąd wiele lat temu, przeprasza ją. Mark pojawia się na kolacji, na którą zapraszała go Lexie. Dziewczyna przedstawia go ojcu. Meredith pakuje razem z Derekiem pamiętniki jej matki. Mówi mu, że szef może przyjść na ślub, zaś Izzie jedzie na kolejną operację.

### Muzyka
- Brand New – Emilie Mover
- Stay Over – The Rescues
- So Far From Me – Brett Dennen
- Turn And Turn Again – All Thieves
- Wedding Ring – The Hard Lessons

## What A Difference A Day Makes
- Premiera (USA): 7 maja 2009
- Reżyseria: Rob Corn
- Scenariusz: Shonda Rhimes
- Gościnnie wystąpili: Jeffrey Dean Morgan (Denny Duquette), Jessica Capshaw (Arizona Robbins)
- Oficjalny polski tytuł: „Wyjątkowy dzień”

### Streszczenie
Zbliża się dzień ślubu Meredith i Dereka, który dla nich w najdrobniejszych szczegółach przygotowała Izzie.
Niespodziewanie Izzie ponownie widzi ducha Denny’ego. Boi się, że ma kolejnego guza. Wzywa ona Dereka, aby poddał ją tomografii. Podczas badań znajduje on małego guza, którego nie jest w stanie zoperować. Derek i Meredith w tej sytuacji postanawiają cały ślub oddać Izzie i Alexowi. Stevens na swojego świadka wybiera Cristinę, a Alex na swojego Meredith. Izzie jest za słaba, żeby przejść samodzielnie główną nawą kościoła, więc do ołtarza prowadzi ją George. W czasie ceremonii Alex składa Izzie przysięgę małżeńska: „Dziś zaczyna się moje życie. Przez całe życie byłem tylko przemądrzałym dzieciakiem. Dziś staję się mężczyzną. Dziś staję się mężem. Dziś staję się odpowiedzialny za kogoś innego, niż tylko za siebie. Dziś staję się odpowiedzialny za ciebie, za naszą przyszłość, za wszystkie możliwości, które małżeństwo ma do zaoferowania. Razem, bez względu na wszystko będę gotowy... Na cokolwiek... Na wszystko... By zmagać się z życiem, z miłością, z perspektywami i odpowiedzialnością. Dziś, Izzie Stevens, nasze wspólne życie się zaczyna. I ja, na przykład, nie mogę się tego doczekać.” Po ceremonii ślubnej wracają ponownie do szpitala. Kiedy Alex wyjmuje kwiat z włosów zauważa, że Izzie zaczyna łysieć. Stevens goli więc włosy na głowie i nosi jedynie chustę.
Callie bierze dodatkowe dyżury na pogotowiu, gdyż jej ojciec wydziedziczył ją. Nie chce się przyznać Arizonie, że nie ma pieniędzy, Po pewnym czasie przyznaje je się do wszystkiego i wspólnie spędzają wieczór.
Owen rozmawia z Cristina o swojej terapii z psychiatrą. Waytte stwierdziła, że wentylator nad jej łóżkiem mógł spowodować duszenie Cristiny przez niego.
Derek daje Meredith w prezencie ślubnym możliwość wykonania samodzielnej operacji wycięcia okrężnicy. Mark ostrzega Meredith, że nie chce być po raz trzeci świadkiem na ślubie Dereka.
Do szpitala trafia grupa studentów, w których samochód wjechała ciężarówka. Tylko jedna dziewczyna przeżyła wypadek. George’owi nie udaje się uratować żadnego pacjenta.

### Muzyka
- First In Line – Matthew Mayfield
- Another Likely Story – Au Revoir Simone
- Turn To Stone – Ingrid Michaelson

## Here’s To The Future
- Premiera (USA): 14 maja 2009
- Reżyseria: Bill D’Elia
- Scenariusz: Allan Heinberg
- Gościnnie wystąpili: Jeffrey Dean Morgan (Denny Duquette), Jessica Capshaw (Arizona Robbins), Kimberly Elise (dr Swender),Debra Mooney (matka Hunta), Liza Weil (Alison), Zach Gilford (Charlie)
- Oficjalny polski tytuł: „Krok w przyszłość”

### Streszczenie
Derek wymyślił sposób na wycięcie guza Izzy – po operacji planują ślub z Meredith. Izzy przedstawia swoich przyjaciół-pacjentów Alexowi, mówi przy tym, że miewa lepsze i gorsze dni. Owen oznajmia Cristinie, że miał dobrą sesję z psychiatrą. Ta pyta, czy rozmawiali o jego matce i czy w końcu ją odwiedzi, skoro mieszka tak niedaleko. W tym czasie do szpitala trafia porucznik Lowell, skarżąc się na ból w nodze. Hunt, Torres i O’Malley nie znajdują żadnej przyczyny, a porucznik chce aby odcięli mu nogę i założyli protezę, by mógł wrócić na front.
Richard przyciąga Bailey w stronę chirurgii ogólnej nowym sprzętem – nowoczesnym system do operacji „da Vinci”. Miranda jest zachwycona.
Mark chce kupić mieszkanie i pyta Lexie, czy chce z nim zamieszkać. Nie robi tego jednak wprost. Derek słysząc tę rozmowę mówi przyjacielowi, że nie musi robić tego, co on.
Derek przedstawia swój pomysł co do operacji Izzy – zagrożeniem jest utrata pamięci i mowy. Dr Swander jest przeciwna, chce leczyć Izzy lekiem IL-2. Podczas rozmowy (a raczej kłótni) o sposób leczenia, Izzy ma halucynacje – leży na plaży z Dennym, mówi, że chciałaby mieć czwórkę dzieci – dwóch chłopców i dwie dziewczynki, rozmawia też o swojej pracy i o tym czy chce operację czy nie.
Później, idąc korytarzem z Cristiną, Meredith i Alexem pyta męża o zdanie, a późnej wręcz każe podjąć mu decyzję za nią. Tłumaczy, że mężowie zawsze każą robić coś żonie. Alex nie chce podejmować decyzji za nią, tak jak i Meredith oraz Cristina.
Dr Swander pokazuje Cristinie i Meredith wyniki swojej pacjentki Alison. Kobieta miała pięć operacji i chemioterapię, która zadziałała, ale później przerzuty wrócił. Po trzech miesiącach terapii IL-2 i wielu miesiącach oczekiwania przerzuty zniknęły. Meredith i Cristina są przeciwko operacji, a kropkę nad „i” stawiają testy na pamięć. Podczas ich przeprowadzania Izzy nie pamięta niczego i nie jest w stanie nic powiedzieć.
Izzy rozmawia z Alison – ta mówi, że operacja nie ma sensu, a później dostaje ataku. Ma operację, a następnie zostaje podłączona do respiratora.
Meredith po kłótni z Derekiem zmienia zdanie. Wszyscy przekonują Izzy do operacji. Dziewczyna zgadza się, ale zaznacza, że chce podpisać NR – dokument o nie resustytacji. Alex jest zrozpaczony, ale nie ma innego wyjścia.
Dr Torres obcina zdrową nogę porucznikowi Lowellowi.
Cristina idzie z Owenem do jego matki, w tym samym czasie George zaciąga się do armii.

### Muzyka
- Charmed Life – Joy Williams
- The Road Meets The Sun – Katie Herzig & Matthew Perryman Jones
- Hold On To Me – Sugarplum Fairies

## Now Or Never
- Premiera (USA): 14 maja 2009
- Reżyseria: Rob Corn
- Scenariusz: Debora Cahn
- Gościnnie wystąpili: Jessica Capshaw (Arizona Robbins), Kimberly Elise (dr Swender),Shannon Lucio (Amanda)
- Oficjalny polski tytuł: „Teraz albo nigdy”

### Streszczenie
Izzy jest po operacji – wszyscy oczekują momentu, w którym się obudzi, ale muszą wracać do swoich obowiązków. Przy jej łóżku zostaje Alex.
Dr Robbins oznajmia Bailey, że została członkiem oddziału chirurgii dziecięcej – Bailey nie wykazuje entuzjazmu.
Izzy budzi się, mówi i nie ma zaników pamięci.
O’Mailey przekazuje Bailey wiadomość, że zaciągnął się do armii.
Meredith mówi Cristinie, że postanowili z Derekiem wziąć szybki ślub w City Hall – Cristina daje jej listę zakupów (jako coś starego), plik niebieskich karteczek (jako coś nowego) i długopis (jako coś pożyczonego; każda z wymienionych rzeczy jest niebieska).
Do szpitala trafia mężczyzna, który wpadł pod autobus ratując życie kobiecie. Mężczyzna ma rozległe obrażenia i nie można rozpoznać jego twarzy.
Shepard bada Izzy – kobieta upewnia się, że wyciął całego guza. Po chwili pyta o to samo – Shepard zapewnia, że to zaćmienia po operacji. Sytuacja wciąż się powtarza.
Bailey jest wściekła na Owena, bo uważa, że to on przekonał George’a do wstąpienia do armii – przy okazji dowiadują się o tym Meredith i Callie.
Alex rozwiesza naokoło łóżka Izzy karteczki z faktami np. o wycięciu guza, godzinie kiedy się wybudziła itp.
Bailey i Torres chcą przekonać George’a by został w szpitalu – umawiają się na 18.00, kiedy to O’Malley ma wychodzić ze szpitala. Meredith ma przemawiać jako przyjaciółka, Cristina użyć logiki i rozumu, Stevens ma zrobić „smutne oczy” dziewczyny chorej na raka, a Alex wyciągnąć swoje „Nie z takimi chłopakami się wychowałem”.
Robbins ma pretensje do Bailey o brak entuzjazmu – Miranda wyjaśnia, że mąż postawił jej ultimatum – albo małżeństwo albo pediatria.
Derek nie jest gotów do ślubu – musi monitorować Izzie, ale proponuje, że najpierw zrobią swoje, a później się pobiorą. Na karteczkach zapisują swoją „przysięgę” małżeńską i całują się jako „małżeństwo”.
Cristina podczas rozmowy z Izzie odkrywa, że dziewczyna pamięta swoją kłótnię z Alexem.
Bailey i Torres nie mogą znaleźć George’a – pytają szefa gdzie on jest. Richard mówi, że George wziął sobie wolne, by spędzić dzień z matką.
Meredith mówi do pacjenta NN trzymając go za dłoń. Ten pokazuje, że chce coś napisać. Palcem rysuje na dłoni litery i cyfry: „O”, „7” i podwójne „0”. Meredith przerażona odgaduje, że to „007” – ksywka George’a.
Alex, gdy tylko dowiaduje się o powrocie pamięci Izzy, idzie do niej. Przeprasza i mówi, że ją kocha. Gdy ją przytula, serce dziewczyny zatrzymuje się.
Meredith podbiega do Hunta, Torres i Sheparda krzycząc, że John Doe (NN) to George.
Alex reanimuje Izzy, mimo że podpisała NR, w sali operacyjnej reanimują George’a.
W wizji Izzy wsiada do windy w swojej różowej sukni z balu (Sezon 2). Winda zatrzymuje się, otwierają się drzwi i widzi George’a w mundurze.

### Muzyka
- All Love – Ingrid Michaelson
- The Battle – Missy Higgins
- Flashdance... What A Feeling – Hollywood, Mon Amour
- Off I Go – Greg Laswell